# Heinrich von Heydebrand und der Lasa (Politiker)

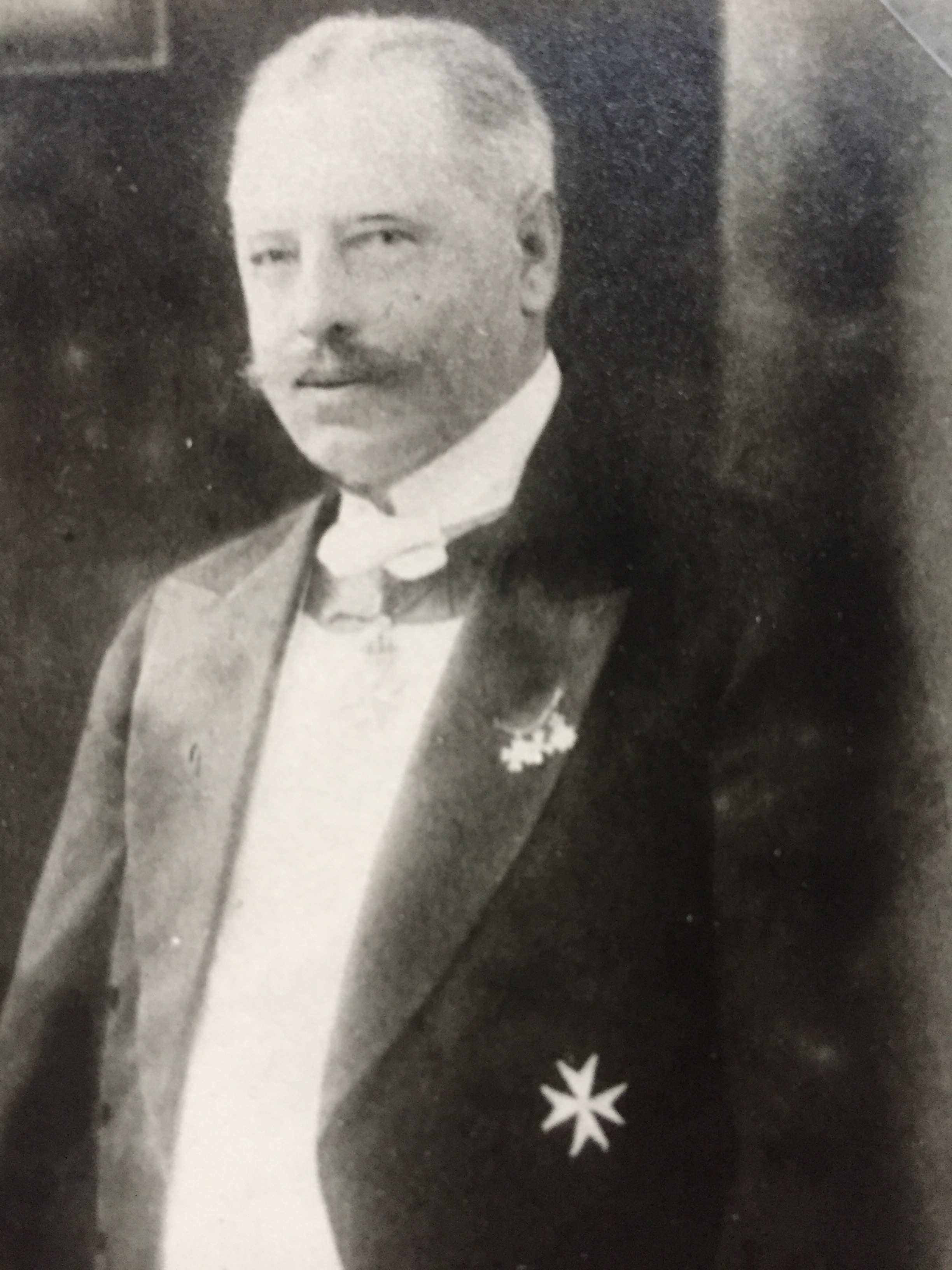
Heinrich von Heydebrand und der Lasa (ca. 1922)

Heinrich Bernhard Adolf Thassilo von Heydebrand und der Lasa (* 6. Oktober 1861 in Baden-Baden; † 17. Februar 1924 in Potsdam) war ein deutscher Gutsbesitzer und Politiker.

## Herkunft
Heinrich entstammte dem alten schlesischen Adelsgeschlecht derer von Heydebrand mit Stammsitz Heidau-Heinersdorf bei Liegnitz. Er war der Sohn des kaiserlich deutschen Gesandten und Wirklichen Geheimrats Tassilo von Heydebrand und der Lasa (1818–1899) und dessen Ehefrau Anna von Helldorff (1831–1880).

## Familie
Heydebrand heiratete am 21. Juli 1890 in Riesenburg Gisela Ottilie Maria Gräfin von Matuschka (1872–1948), die Tochter des preußischen Oberst Matthias Graf von Matuschka, Gutsherr auf Kosel (Landkreis Bunzlau), und seiner Verwandten Hedwig Gräfin von Matuschka, der älteren Schwester der Schriftstellerin Doris von Spättgen. Das Paar hatte mehrere Kinder:
- Anna Hedwig Henriette Maria (* 20. Juli 1891) ⚭ 1912 Heinrich Graf von Matuschka (1887–1935), Sohn von Guido Graf von Matuschka
- Gisela Maria Stefanie Hedwig (1894–1895)
- Heinrich Tassilo Karl Matthias (* 25. April 1896)
- Hedwig Anna Maria Irene (* 23. Juli 1897) ⚭ 1921 Hans Sigismund Freiherr von Rheinbaben
- Georg Tassilo Hans Matthias (* 28. Juni 1903) ⚭ 1935 Sybille Freiin von Thielmann (* 10. Januar 1912)

## Leben
Heydebrand war Gutsherr auf den Gütern Storchnest, Trebchen, Laune, Grätz, Dobramysl und Swierzyn (alle Kreis Lissa, Provinz Posen), Regierungsreferendar, ab 1902 königlich preußischer Kammerherr, Vorstandsmitglied bzw. Vorsitzender der Landwirtschaftskammer zu Posen, Mitglied des Provinziallandtages in Posen, in den Jahren von 1914 bis 1918 Mitglied des Preußischen Herrenhauses und Rechtsritter des Johanniterordens.